# Мадлен (печенье)
Мадлен (фр. madeleine) — французское бисквитное печенье небольшого размера из Коммерси, обычно в форме морских гребешков. Эта выпечка пользуется неизменным успехом во Франции и Европе в целом.

## История
Наиболее распространённая версия происхождения этого печенья связана с именем титулярного короля Польши и последнего герцога Лотарингии в 1737—1766 годы — Станислава Лещинского (1677—1766). В 1755 году Лещинский давал торжественный обед в своём замке в Коммерси (Лотарингия), но перед приёмом ему сообщили, что между интендантом и поваром произошла ссора, в результате которой повар уволился и ушёл, не приготовив десерта. Служанка Мадлен Польмье (фр. Madeleine Paulmier) предложила приготовить пирожные по рецепту своей бабушки. Результат превзошёл все ожидания, и новое блюдо назвали по её имени.
Согласно другой легенде, происхождение и форма печенья связаны с паломничеством в Сантьяго-де-Компостела к мощам апостола Иакова. Символом паломников была раковина морского гребешка (называемая во Франции Saint-Jacques, досл. «святой Иаков»). В этих раковинах некая девушка по имени Мадлен выпекала печенье, которым затем угощала паломников.
Существует и ещё одна версия, по которой печенье мадлен возникло лишь в XIX веке, а его создателем был Жан Авис (фр. Jean Avice), французский кондитер, поставщик Талейрана и учитель Мари-Антуана Карема.
Термин «Мадлен» для обозначения маленького торта, похоже, впервые появился во Франции в середине XVIII века. В 1758 году, как говорят, французский слуга ирландского якобитского беженца из Франции[прояснить], лорда Саутвелла, готовит «пирожные а-ля Мадлен и другие маленькие десерты».

## Ингредиенты и приготовление

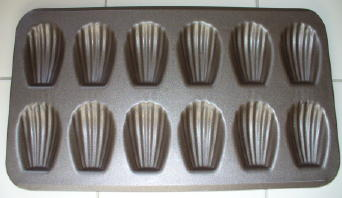
Форма для выпечки печенья мадлен

Первоначально печенье, имеющее характерную форму, выпекалось в настоящих ракушках. В настоящее время используется специальная форма для выпечки.
Тесто, замешанное на пищевой соде из муки, сахарной пудры, яиц, сливочного масла и рома, выкладывается в специальный противень с фигурными углублениями с помощью кондитерского шприца. Выпекается, в зависимости от конкретного рецепта, от 10 до 20 минут. Обычно печенье слегка ароматизируется лимоном или флёрдоранжем. Иногда готовую выпечку присыпают сахарной пудрой.
Классический вариант не предполагает дополнительных добавок, однако в наше время производятся различные разновидности печенья, в том числе покрытые шоколадной глазурью или с фруктовой начинкой.

## «Мадленка» Пруста

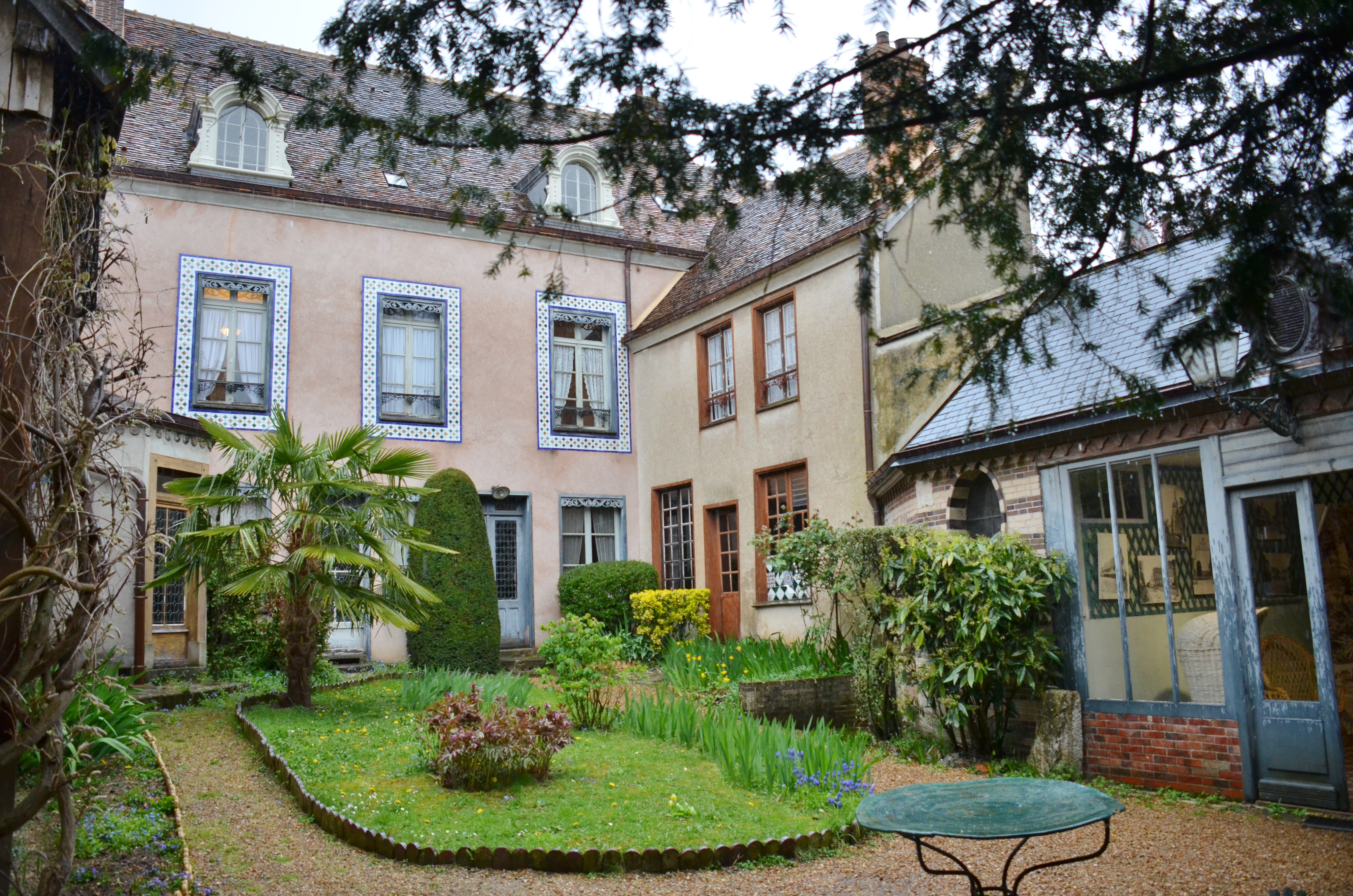
Дом тёти Леонии, где герой Пруста пробовал мадленки

Своей всемирной известностью «мадленки» обязаны роману Марселя Пруста «По направлению к Свану» (первому в цикле из семи романов «В поисках утраченного времени»). В одной из самых знаменитых сцен мировой литературы главный герой окунает печенье в чай — и на сотни страниц переносится в детство в Комбре, с которым у него навечно ассоциируется вкус этого печенья:
И как только я вновь ощутил вкус размоченного в липовом чае бисквита, которым меня угощала тетя… в то же мгновенье старый серый дом фасадом на улицу, куда выходили окна тетиной комнаты, пристроился, как декорация, к флигельку окнами в сад, выстроенному за домом для моих родителей… А стоило появиться дому — и я уже видел городок, каким он был утром, днем, вечером, в любую погоду, площадь, куда меня водили перед завтраком, улицы, по которым я ходил, далекие прогулки в ясную погоду. <...> весь Комбре и его окрестности — всё, что имеет форму и обладает плотностью — выплыло из чашки чаю.
Андре Моруа связывает это с детскими автобиографическими воспоминаниями самого писателя. В. В. Набоков отнёс этот эпизод к первым «потрясениям» повествователя, при которых «впечатления настоящего сомкнулись с воспоминаниями о прошлом». На протяжении всего цикла всё новые воспоминания будут возникать, принося ему счастье, но скрывая свой потаённый смысл, пока в последнем томе цепь потрясений, поразивших его чувства и память, не сольётся во всеобъемлющее постижение — и тогда он осознает, торжествуя, художественную важность подобного опыта, что даст ему возможность составления грандиозного «отчёта» о «поисках утраченного времени». В своей автобиографической книге «Другие берега» Набоков обыгрывает сцену из романа Пруста, возвращаясь к воспоминаниям о девочке Колетт, в которую был влюблён в детстве: он пытается припомнить имя её фокстерьера, но оно всплывает в памяти лишь тогда, когда его глазам предстают те же образы, что и на рисунке на ведёрке, из которого собачка лакала воду. Философ Жиль Делёз подробно рассматривает проблему мадлен как непроизвольного шлюза для «целого обвала воспоминаний» в работе «Марсель Пруст и знаки».
Во французском языке выражение «мадленка Пруста» (фр. la madeleine de Proust) превратилось в метафору, обозначающую предмет, вкус или запах, вызывающие наплыв воспоминаний. Также этот эффект обретения ярких эмоциональных воспоминаний через связь с запахами (или, шире, с конкретными предметами и ощущениями), способными вызвать в воображении объёмные сцены из прошлого, получил название «синдром Пруста», «феномен Пруста» или «эффект Пруста», и представляет собой объект серьёзных научных исследований, в частности в нейробиологии.